# 正垣湊都
正垣 湊都（しょうがき みなと、2012年5月15日 - ）は、日本の俳優（子役）、声優。テアトルアカデミープロダクション所属。
姉の正垣那々花も同プロダクション所属の子役。

## 出演

### テレビドラマ
- 記憶（2018年、フジテレビNEXT） - 本庄亮介 役
- 永遠のニㇱパ 〜北海道と名付けた男 松浦武四郎〜（2019年、NHK総合） - イチニカ（幼少期） 役
- ミス・ジコチョー〜天才・天ノ教授の調査ファイル〜（2019年、NHK総合） - 小泉健也 役
- ボイス 110緊急指令室（2019年、日本テレビ） - 一ノ瀬歩 役
- ドロ刑 -警視庁捜査三課-（2019年、日本テレビ） - 由紀夫 役
- 孤高のメス（2019年、WOWOW） - 杉田空也 役
- レンタルなんもしない人（2020年、テレビ東京） - 少年 役
- オペレーションZ 〜日本破滅、待ったなし〜（2020年、WOWOW） - 大須の息子 役
- 悲熊（2020年、NHK） - 寿司を食べる息子 役
- 俺の家の話（2021年、TBS） - 観山寿一（幼少期） 役
- ナイト・ドクター（2021年、フジテレビ） - 越川日向 役
- だから殺せなかった 最終話（2022年2月6日、WOWOW） - 沢田隆志 役
- 青野くんに触りたいから死にたい 第6話（2022年4月22日、WOWOW） - 青野鉄平（幼少期） 役
- ふたりのウルトラマン（2022年4月28日、NHK総合 / 5月2日、NHK BSプレミアム） - 近所の子ども 役
- 家政夫のミタゾノ 第5シリーズ 第7話（2022年6月3日、テレビ朝日） - 阿川葵 役
- 最終列車で始まる恋（2023年1月15日 - 1月29日、メ～テレ） - 都築晴（幼少期） 役
- リエゾン -こどものこころ診療所- 第3話（2023年2月3日、テレビ朝日） - 男の子 役
- 僕らのミクロな終末 第4話（2023年2月20日、朝日放送テレビ） - 仁科真澄（少年期） 役
- 悪女について（2023年3月13日、NHK BS4K / 6月27日 - 7月4日、NHK総合） - 鈴木義輝（9歳） 役
- ラストマン-全盲の捜査官-（2023年4月 - 6月、TBS） - 護道心太朗（幼少期）役
- 仮面ライダーガッチャード 第7話・第8話（2023年10月15日・22日、テレビ朝日） - 砂山理玖 役[2]
- 君には届かない（2023年、TBS） - カケル 役
- 虎に翼（2024年4月22日-、NHK）-猪爪直明（少年期）

### 配信ドラマ
- ボーダレス 第10話（2021年、ひかりTV・dTVチャンネル） - 康介 役
- エンジェルフライト -国際霊柩送還士- 第3話（2023年、Amazon Prime Video） - 大波大介（12歳） 役
- 離婚しようよ（2023年、Netflix） - 佐藤翔 役

### テレビ番組
- THE突破ファイル（日本テレビ）
  - SP#9「街を飲み込んだ鬼怒川の氾濫 取り残された園児を救出せよ!」 - コウタ 役
  - SP#26「勇敢な小学2年生の突破劇 マンションの火の手を食い止めろ!」 - 瞬 役
- 痛快TV スカッとジャパン（フジテレビ）

### 映画
- 禁じられた遊び（2023年9月8日） - 伊原春翔 役[3]

### 舞台
- No.9 -不滅の旋律-（2024年12月21日 - 31日、東京国際フォーラム ホールC / 2025年1月11日・12日、久留米シティプラザ / 1月18日 - 20日、オリックス劇場 / 2月1日・2日、アクトシティ浜松 大ホール） - カール・ヴァン・ベートーヴェン（少年） 役（Wキャスト）[4]

### CM
- 環境省「レジ袋有料化に向けた理解促進業務」（ナレーション）
- コカ・コーラ「コークオン『自販機営業中』篇」
- 四国電力
- バンダイ 仮面ライダー装動CM「息子の『そう!どう?』篇」
- P&G「ファブリーズ『園長先生のススメ』篇」
- ベネッセ「チャレンジ1ねんせい『夢中になれる』篇」
- マクドナルド
  - 「ハッピーセット『ぼくだけのドラえもん』編」
  - 「ハッピーセット『オールスター水でっぽう』篇」

### Web
- 都道府県県民共済『母は強し』篇」webムービー
- マイクロソフト webムービー
- マンナンライフ「ララクラッシュ『隠している男の子』篇」
- リクルートジョブズ webムービー

### オリジナルビデオ
- 仮面ライダーシリーズ
  - DEAR GAGA（2022年） - 勇気 役[5]
  - 仮面ライダーギーツ ジャマト・アウェイキング（2024年7月24日） - 春樹 役

### スチール
- 世界文化社「PriPri」

### 吹き替え

#### 映画
- エターナルズ（ジャック〈イーサイ・ダニエル・クロス〉）
- チップとデールの大作戦 レスキュー・レンジャーズ（子供デール〈ジュリエット・ドネンフェルド〉）

### その他コンテンツ
- ゆめらいおん（ゆめらいおん）